# فرناندو أولريش
فرناندو أولريش (بالبرتغالية: Fernando Ulrich‏) هو اقتصادي برتغالي، ولد في 26 أبريل 1952 في لشبونة في البرتغال.